# Divorce à Hollywood
Pour plus de détails, voir Fiche technique et Distribution.
Divorce à Hollywood (titre original : Irreconcilable Differences) est un film américain réalisé par Charles Shyer et sorti en salles le 28 septembre 1984 aux États-Unis et le 8 mai 1985 en France.

## Synopsis
Albert et Lucy Brodsky nagent dans le bonheur. Ils sont mariés depuis des années, jusqu'au jour où leur réussite professionnelle les éloignent l'un de l'autre et de leur fille Casey. Ils divorcent bientôt, mais leur fille souhaite vivre avec la nurse qui s'est occupée d'elle jusque-là.

## Fiche technique
- Titre français : Divorce à Hollywood
- Titre original : Irreconcilable Differences
- Réalisation : Charles Shyer
- Scénario : Nancy Meyers et Charles Shyer
- Producteurs : Arlene Sellers et Alex Winitsky
- Productrice exécutive : Nancy Meyers
- Producteur associé : Richard Hashimoto
- Musique : Paul de Senneville
- Directeur de la photographie  : William A. Fraker
- Montage : John F. Burnett
- Création des décors : Ida Random (en)
- Décorateur de plateau : Jane Bogart
- Création des costumes : Joe I. Tompkins (en)
- Maquillage : Ken Chase (artiste maquillage) et Susan Germaine (styliste coiffure)
- Directeur de production : Richard Hashimoto
- Pays d'origine :  États-Unis
- Budget : entre 6 et 10 millions $[1],[2],[3]
- Langue : Anglais
- Format : couleur
- Genre : Comédie dramatique, Comédie romantique
- Durée : 113 minutes
- Dates de sortie :
  - États-Unis : 28 septembre 1984
  - France : 8 mai 1985
- Affiche : Jean Mascii (France)

## Distribution
- Ryan O'Neal : Albert Brodsky
- Shelley Long : Lucy Van Patten Brodsky
- Drew Barrymore : Casey Brodsky
- Sam Wanamaker : David Kessler
- Allen Garfield : Phil Hanner
- Sharon Stone (VF : Anne Rondeleux) : Blake Chandler
- Beverlee Reed : Dotty Chandler
- Hortensia Colorado : Maria Hernandez
- David Graf : Bink

## Sortie et accueil
Le film rencontre un succès commercial modeste au box-office, rapportant 12 414 210 $ de recettes aux États-Unis. En France, il passe inaperçu avec 40 185 entrées.
Le site Rotten Tomatoes, ayant collectés 15 avis critiques sont positifs, lui attribue un taux d'approbation de 60% avec une note moyenne de 5,7/10. Le site Metacritic, qui utilise une moyenne pondérée, a attribué au film une note de 52 sur 100, basée sur 9 critiques, indiquant des critiques « mitigées ou moyennes ».

## Distinctions
Le film fut nommé deux fois aux Golden Globes : meilleure actrice dans un film musical ou de comédie pour Shelley Long et meilleure actrice dans un second rôle pour Drew Barrymore.